# Heteropoda nebulosa
Heteropoda nebulosa este o specie de păianjeni din genul Heteropoda, familia Sparassidae, descrisă de Thorell, 1890. Conform Catalogue of Life specia Heteropoda nebulosa nu are subspecii cunoscute.